# Чернь (приток Свапы)
Чернь — малая река в России, протекает по Троснянскому и Дмитровскому районам Орловской области и по Железногорскому району Курской области. Правый приток Свапы.

## Название
Название река получила из-за цвета воды, которая казалась чёрной из-за палой чёрной листвы на дне.

## География
Берёт начало недалеко от деревни Чернь Троснянского района. Течёт сначала на запад, дальше поворачивает на юг. Впадает в Свапу в районе железнодорожного моста ветки Арбузово — Орёл.

## Притоки
Наиболее значительные притоки Черни — правые: Рясник и Речица.

## Населённые пункты
Вниз по течению Черни расположены:
- Орловская область: Чернь, Ждановка, Плоское;
- Курская область: Волково, Пасерково, Панино, Солдаты, Остапово.